# 中勢鉄道
中勢鉄道（ちゅうせいてつどう）とは、かつて三重県にあった鉄道・軌道路線（軽便鉄道の一種）を運営していた会社である。本稿では、同社が運営していた鉄道・軌道路線についても記す。

## 会社沿革

### 歴史
1906年（明治39年）に伊勢軽便鉄道が設立され、1908年に雨宮敬次郎が経営する日本各地の軽便軌道8社が合併して大日本軌道伊勢支社となった。大日本軌道伊勢支社の設立には津 - 四日市間の鉄道敷設を雨宮に打診したが関西鉄道と競合するとして断られていた松本恒之助も関わった。雨宮が亡くなると大日本軌道は解体し、1920年に伊勢支社は中勢鉄道として再出発することになった。
1928年（昭和3年）に参宮急行電鉄（参急）の傘下となる。1929年（昭和4年）に中勢鉄道は久居 - 中川駅間の免許を取得したが、免許は参急に譲渡されて参急津支線となった。1930年には参急津支線と久居駅で、1931年には開業した鉄道省名松線と伊勢川口駅で接続が図られたが、軽便鉄道規格であったため輸送力や速度が劣り、バス路線網の整備なども相まって乗客は減少していった。1941年には親会社の関西急行鉄道（参急を合併した大阪電気軌道が社名変更）が鉄道省に路線撤廃を申し出て、1943年（昭和18年）2月に中勢鉄道は解散した。
なお、雨宮に路線開設を断られていた松本は津 - 四日市駅間の免許を取得して大日本軌道伊勢支社内に事務所を構えており、後に伊勢電気鉄道を設立し、中勢鉄道の親会社の参急の競争相手となった（同社は1936年に参急に吸収合併）。

### 年表
- 1920年（大正9年）2月15日 大日本軌道伊勢支社によって運営されていた軽便鉄道線の引き受けを目的に会社創立[3]
  - 2月17日 路線・車両・設備を譲受[4]
- 1928年（昭和3年）5月5日 参宮急行電鉄（近畿日本鉄道の前身）の傘下に入る[5]
- 1929年（昭和4年） 中勢鉄道名義で久居 - 参急中川（現、伊勢中川）間の免許申請。のちに参宮急行電鉄へ免許[6]を譲渡し[7]、同社の津支線（現、近鉄名古屋線）の一部として開業[2]。
- 1943年（昭和18年）2月1日 運営路線全廃、会社解散[8]。
- 1944年（昭和19年）5月8日 このときの清算報告書を持って会社消滅

## 路線データ
（1942年10月時点）
- 路線距離：20.6km
  - 軌道線：5.4km（岩田橋駅 - 久居駅）
  - 鉄道線：15.2km（久居駅 - 伊勢川口駅）
- 駅数：21
- 軌間：762mm
- 複線区間：なし（全線単線）
- 電化区間：なし（全線非電化）
- 動力：蒸気・内燃

## 路線沿革
- 1908年（明治41年）11月10日 大日本軌道伊勢支社の路線として久居 - 聖天前間開業（蒸気動力）
- 1909年（明治42年）1月1日 聖天前 - 阿漕間開業
  - 1月10日 阿漕 - 岩田橋間開業
- 1917年（大正6年） 鉄道省（国鉄）参宮線（現、紀勢本線）阿漕駅との間の貨物連絡線完成
- 1920年（大正9年）2月17日 中勢鉄道の路線となる
- 1921年（大正10年）12月1日 久居 - 大仰間開業[9]
- 1924年（大正13年）8月4日 鉄道免許状下付（一志郡大三村 - 同郡川口村間）[10]
- 1925年（大正14年）7月1日 大仰 - 伊勢二本木間開業[11]
  - 11月27日 伊勢二本木 - 伊勢川口間開業[12]
- 1928年（昭和3年）11月19日 ガソリン動力併用認可（気動車導入）
- 1930年（昭和5年）5月18日 参宮急行電鉄津支線の開業により、久居駅で連絡を図るようになる[2]。
- 1931年（昭和6年）9月11日 鉄道省名松線開業により、伊勢川口駅で接続を図るようになる[2]。
- 1942年（昭和17年）12月1日 岩田橋 - 久居間廃止[13]
- 1943年（昭和18年）2月1日 久居 - 伊勢川口間廃止[14]。

廃止の理由は参急線・名松線などと並行する形になり、速度が遅い中勢鉄道線の利用が減少したためである。

## 駅一覧
岩田橋駅 - 弁才天駅 - 阿漕駅 - 聖天前駅 - 二重池駅 - 相川駅 - 久居駅 - 寺町駅 - 万町駅 - 戸木駅 - 羽野駅 - 大師前駅 - 七栗駅 - 其倉駅 - 石橋駅 - 片山駅 - 大仰駅 - 誕生寺駅 - 亀ヶ広駅 - 伊勢二本木駅 - 広瀬駅 - 伊勢川口駅
久居駅を境に軌道法に基づく軌道線と地方鉄道法に基づく鉄道線に分かれていたが、運行形態など実質的には一つの路線であった。

## 接続路線
- 阿漕駅：鉄道省参宮線（現、紀勢本線） - 双方の駅は約300m離れていた。
- 久居駅：参宮急行電鉄津支線→名古屋線（現、近鉄名古屋線）
- 石橋駅：参宮急行電鉄本線（現、近鉄大阪線） - 参急石橋駅（現、伊勢石橋駅）と徒歩連絡が可能であった
- 伊勢川口駅：鉄道省名松線

## 車両
大日本軌道伊勢支社の時代の車両は、蒸気機関車4両、客車6両、有蓋貨車1両、無蓋貨車6両であった。
その後、大日本軌道伊勢支社より譲受された際、元大日本軌道の車両は新設の地方鉄道線所属の車両と区分する必要上改番が実施された。
蒸気機関車 21形 キ21 - 24
大日本軌道伊勢支社時代から在籍していた機関車で、大日本軌道系列の軽便鉄道を中心に日本全国に同タイプのものが見られた。雨宮鉄工所製のB型サイドタンクで式で伊勢支社時代は1 - 4の番号が振られていたが、中勢鉄道になった際に21形キ21 - 24に改番された。製造は1・2号が1908年（明治41年）7月、3号が同年10月、4号が1909年（明治42年）1月である。重心の低下と重量配分の関係に苦労したため、背が低く煙突が細長くなり、「へっつい」と俗称された。この4両はすべてが会社廃止まで在籍し、廃止とともに姿を消したが、解体されたと考えられている。これとほぼ同じタイプの機関車がJR熱海駅前広場に交通記念物として展示されている。これは大日本軌道小田原支社で使用されたものである。
客車
ボコ1形
21形 キホハ21 - 26
大日本軌道伊勢支社時代から在籍していた客車で、伊勢支社時代の形式は不明であるが、番号は1 - 6の番号が振られていた。その後中勢鉄道になった際に21形キホハ21 - 26に改番された。並形ボギー客車で二重屋根の木造車。開放デッキには乗り降りの階段が付き窓は降下式の軽便客車風な作りであったとされる。開放デッキの妻面に鉄板張りがあるがいつごろ改造されたのかは不明。自重2,5t、定員40人（座席26人）、最大寸法（長×巾×高）は7854×1917×2895mm、製造年月は1908年（明治41年）12月である。6両のうち、キホハ21 - 22・26の3両は1938年（昭和13年）8月15日付で廃車、残りの3両は廃止まで使用され、廃線後は三重鉄道（現・近鉄湯の山線・四日市あすなろう鉄道）のホハ20形ホハ20 - 22になり、1944年（昭和19年）の三重交通移管に伴いサ311形サ311 - 313となったが、1950年（昭和25年）に廃車されている。
気動車
カ1・2
1928年（昭和3年）11月・日本車輌製造本店製で、日本車輌の記録上は同年に中勢鉄道の親会社になっていた参宮急行電鉄が発注した扱いとされている。定員30人（座席15人）。1927年（昭和2年）に井笠鉄道が導入して先鞭を付けた日本車輌式単端式気動車 の系統に属する半鋼製車で、フォード・モデルT用20HPエンジンを搭載するが、カーブ対策として前輪に単車軸ではなくボギー台車を装備した。当初、転車台の備わった軌道線区間用で、前面突出したボンネットの先にさらに保護網を下げていた。1932年（昭和7年）3月認可で専用の転車台を伊勢川口駅に設置したため、全線運行可能となっている。2両は1936年（昭和11年）から翌年にかけエンジンをフォードA型に換装、1940年（昭和15年）から翌年にかけ燃料統制に対応して木炭ガス発生装置を搭載した。廃線後は三重鉄道のシハ37・38となり、1944年（昭和19年）の三重交通移管に伴いナ131・132となったが、三重線（元の三重鉄道線）各線の電化に伴い1948年（昭和23年）までに廃車。
カ3・4
1930年（昭和5年）7月・川崎車輌製。定員50人（座席24人）。全長9m級の両運転台・半鋼製2軸ボギー車で、大型のブダDW-6型エンジンを搭載。車端部の幅が狭くなった2扉車。高床だが610mmの小径車輪台車を採用、内側車軸を乗り越したプロペラシャフトで車端側車軸を駆動してシャフトのずれを小さくするカーブ対策を図った。両運転台車のため当初から全線直通運行可能で、車体両端に軌道線用の保護網を装備。後述1939年（昭和14年）の車両脱線事故車は定員50名の大型半鋼製ボギーガソリンカーとする記録からカ3・4のいずれかと見られるが、大破などによる廃車には至らず事故復旧された模様である。1941年（昭和16年）11月認可で2両とも付随台車側に車台を延長し、淡路鉄道開発の淡鉄式木炭ガス発生炉を装備。廃線後、カ3は三重鉄道シハ83から三重交通ナ151となり、三重線電化後は無動力付随車のサ461となって松阪線に転属。またカ4は関西急行鉄道法隆寺線キド5となったが同線が1945年（昭和20年）休止した後は三重交通松阪線に転属してサ460、のちサ462となった。電車・電気機関車に牽引され、1964年（昭和39年）の松阪線廃止まで使用された。

## 青谷車両脱線事故
1939年（昭和14年）11月1日早朝、中勢鉄道の列車（ガソリンカー）が軌道線区間の青谷（津市）でカーブを曲がりきれず脱線・転覆した。この日は興亜奉公日で、車内は女学校の生徒で満員だった。この事故で女子生徒2人が死亡、多数が重軽傷を負う大惨事になった。
当時の久居の歩兵第33連隊（現在の久居駐屯地・第33普通科連隊）から、馬で駆けつける保護者もいたという。この事故は安全面を問われ、参急の開通などで衰えつつあった中勢鉄道の経営にさらに追い討ちをかけた。
事故は久居発が約6分遅延したことから遅延回復を図った運転士が、S字カーブに速度超過状態で列車を進入させたことによって発生したもので、定員以上の乗客が乗っていた状況も転覆を容易にした。
運転士は業務上汽車転覆致死罪で起訴されたが、裁判で運転士の弁護人が、汽車転覆罪を規定する刑法126条では、処罰対象を「汽車又ハ電車」と規定しており、事故車両の「ガソリンカー」は含まれない、として汽車転覆罪は適用できず無罪だと主張した。それに対し大審院（現在の最高裁）は1940年（昭和15年）8月22日に、法律の「汽車又ハ電車」という文言自体に捕らわれず、立法趣旨に鑑みて本質的にガソリンカーも汽車に含まれると判断し、有罪判決を下した。この判例は刑法学では罪刑法定主義で禁じられている類推解釈の例外である、論理解釈かつ拡張解釈の一例とされている。

## 登場する作品
宮尾登美子の小説『伽羅の香』にて、大仰から中勢鉄道に乗り津方面へ向かう描写がある。